# Lacinipolia lorea
Lacinipolia lorea là một loài bướm đêm trong họ Noctuidae.